# 品部
品部（しなべ/ともべ）とは、「しなのとものを」あるいは「とものみやつこ」の和訓を持つ古代日本の人的集団・組織のこと。部民制の後の制度。

## 概要
- 複数の部あるいは部全体の総称。
- 大化前代においては、朝廷に直属する部民（職業部・名代）のこと。
- 大化以後及び律令制において官司に配属されて宮中で用いる物資の生産・技術伝習にあたった人々。大化前代の職業部の後身とされる。

上記のように複数の意味を有する。
大化前代においては、伴造などの豪族に率いられて朝廷（ヤマト王権）に様々な物資あるいは労働力の形で奉仕を行った。また、5世紀後半以後に渡来した渡来人の技術者集団の中には品部に属した者が多いとされている。大化の改新以後、一部は廃止されるが残りは再編されて官司に付属され、貢納の一環として宮廷で用いる奢侈品や特殊な技術を必要とする工業製品の生産を義務付けられるようになる。大宝令内の職員令においては、所属官庁、品部名、法定戸数はそれぞれ以下のように定められていた。
- 図書寮－紙戸（50）
- 雅楽寮－楽戸…伎楽（49）・木登（8）・奈良笛吹（9）
- 造兵司－雑工戸…爪工（18）・楯縫（36）・幄作（16）
- 鼓吹司－鼓吹戸（大角吹）（218）
- 主船司－船戸（船守戸）（100）
- 主鷹司－鷹戸（鷹養戸）（17）
- 大蔵省－狛戸…忍海戸狛人（5）・竹志戸狛人（7）・村々狛人（30）・宮郡狛人（14）・大狛染（6）・衣染（21）・飛鳥沓縫（12）・呉床作（2）・蓋縫（11）・大笠縫（33）・桉作（72）
- 漆部司－漆部…漆部（15）・泥障（10）・革張（4）
- 織部司－染戸…錦綾織（110）・呉服部（7）・川内国広絹織人等（350）・緋染（70）・藍染（33）
- 大膳職－雑供戸…鵜飼（37）・江人（87）・網引（150）・未醤（20）
- 大炊寮－大炊戸（25）
- 典薬寮－薬戸（75）・乳戸（50）
- 造酒司－酒戸（185）
- 園池司－園戸（300）
- 土工司－泥戸（51）
- 主水司－氷戸（水戸）（114）

身分としては、一般の公民（百姓）と同じ良民を構成したが、公民と比べると身分は若干劣るものとされた。ただし、官庁への隷属度は弱く、戸籍登録も居住地の戸籍に一般公民と等しく登録されるなど、待遇としては一般公民との差別はほぼ無かったとされる。職務・身分を世襲する常の品部のほかに、一般公民より臨時に編入する借（かり）の品部が存在した。狛戸及び染戸の一部は毎年一定量の料物を貢納したが、その他は1戸あたり1名が一定期間の交替制か臨時に官司に上番して労役を行うか一定量の製品を貢納した。その代わりとして戸内の課役の一部もしくは全てが免除され、兵役からも除外された。
奈良時代に入ると、養老5年（721年）に主鷹司の品部廃止が行われ、続いて天平宝字3年（759年）に高度な技術を要する「世業相伝者」以外の品戸は原則廃止されて公戸に編入（一般の公民扱い）された。その後も品戸の廃止が続き、平安時代の『延喜式』の時点では兵庫寮の鼓吹司のみとなった。これは古い部民制の残滓である品部そのものが律令制と相容れなかったこと、律令制の衰退によって品部の維持が困難になってきたこと、社会経済水準の向上によって民間からの調達・雇役が可能になったこと（この場合の民間には旧品部の商工業者からの調達を含む）が複雑に絡み合っていたと考えられている。
学術的には同様の組織である雑戸と合わせて品部・雑戸制（しなべ・ざっこせい）とよぶ場合もあるが、雑戸の職掌範囲は軍事関係の技術労働に従事しており、またその戸籍は一般の戸籍とは違う雑戸籍が独自に構成されており、公民との法的な身分差は品部よりも強いとされる。